# Sixtus II.

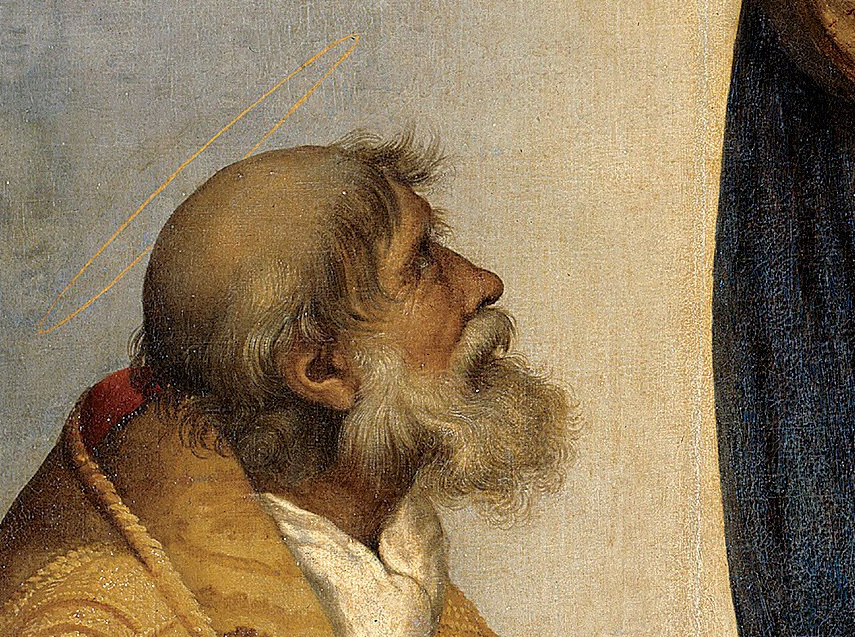
Darstellung Sixtus II. von Raffael (Ausschnitt der Sixtinischen Madonna, 1512/13)

Sixtus II. († 6. August 258) (Xystus) war vom 30. August 257 bis zum 6. August 258 Bischof von Rom. 

## Leben
Sein Name bedeutet: S(e)xtus = der Sechste (lateinisch) bzw. (hier wahrscheinlicher) Xystus = der Geglättete (griech.).
Er beendete den Streit mit den afrikanischen und östlichen Gemeinden über die Taufe von reuigen Häretikern, den sein Vorgänger Stephan geführt hatte (Ketzertaufstreit). Wie alle frühen römischen Bischöfe wurde er später in die Abfolge der Päpste eingeordnet, obwohl dieser Titel zu seiner Zeit noch nicht geführt wurde. Als solcher ist er der erste Papst, der den gleichen Namen wie ein früherer führte.
Die Nummerierung des Papstnamens als Sixtus II. erfolgte spät. Vermutlich hieß er, griechischer Überlieferung zufolge, Xystus. Er starb als Märtyrer unter Kaiser Valerian. Beim Gottesdienst auf dem Coemeterium des Kallistus wurde er überfallen und zusammen mit vier Diakonen  hingerichtet.

## Verehrung
Obwohl er von allen frühen Märtyrerpäpsten höchste Verehrung genoss, ist der mit ihm gemarterte Archidiakon Laurentius im Christentum wesentlich bekannter. Das Leben und Wirken der beiden hat in der Capella Nikolaus’ V. im Vatikan höchsten künstlerischen Ausdruck gefunden, während Raffael Sixtus auf dem Gemälde der Sixtinischen Madonna unsterblich gemacht hat.
Sein (nicht gebotener) Gedenktag ist in der katholischen Kirche der 7., in der Orthodoxie der 10. August. Er gehört zu den sogenannten Kanonheiligen und wird im Ersten Hochgebet vor der Wandlung genannt. Im oberbayrischen Pollenfeld fanden (bis ins 19. Jahrhundert) ihm zu Ehren Wallfahrten statt; die dortige Pfarrkirche St. Sixtus besitzt eine Reliquie des Unterarmknochens.
Sixtus gilt als Patron für das gute Gedeihen der Trauben, an seinem Gedenktag am 7. August finden Traubenweihen statt. Außerdem ist er Patron für das Gedeihen der Bohnen, für Schwangere und bei Hals-, Rücken- und Lendenschmerzen. Seine Attribute sind Geldbeutel oder Geldstück, oft wird er zusammen mit Laurentius dargestellt.
Nach Sixtus benannt ist die ins 7. bis 8. Jahrhundert zu datierende Sixtus-Kasel in Vreden.